# Rain (canção de Emyli)
"Rain" é uma canção da cantora e compositora japonesa Emyli. Foi escrita e produzida por ela mesma para o álbum de estreia "Flower of Life" (2003). Emyli disse em entrevista que a música demonstra como as pessoas se sentem quando estão com raiva de alguém.  Musicalmente, é uma canção R&B e pop com batida animada. "Rain" foi lançado como o primeiro single de Emyli, no dia 25 de agosto de 2003 no Japão, além de ter tido grande popularidade entre o público adolescente. 

## Antecedentes e composição
"Rain" foi composta pela própria Emyli durante suas férias de verão, mais exatamente em Julho e apresentada a Sony BMG Japan no começo de 2003. Emyli criou as letras para essa música em momentos de tensão, além de estar muito nervosa, pois iria mandar a música para um grande estúdio japonês. Ela queria demonstrar sentimentos como ansiedade e raiva dentro da música, principalmente relacionada as decepções da vida.
No álbum "Flower of Life" existe mais duas versões da música, uma remixada e outra, em inglês, lançada na versão norte americana do CD.

## Paradas musicais
| Parada (2003)  | Melhor posição |
| -------------- | -------------- |
| Japão - Oricon | 82             |